# Квистгорен, Матиас
Матиас Дамм Квистгорен (дат. Mathias Damm Kvistgaarden; род. 15 апреля 2002, Биркерёд, Фредериксборг) — датский футболист, нападающий клуба «Норвич Сити» и сборной Дании.

## Клубная карьера
Квистгорден — воспитанник клубов «Скъёлд Биркерод», «Люнгбю» и «Брондбю». 5 июля 2020 года в матче против «Ольборга» он дебютировал в датской Суперлиге в составе последних. В 2021 году Квистгорден помог клубу стать чемпионом Дании. 6 марта 2022 года в поединке против «Силькеборга» Матиас забил свой первый гол за «Брондбю».

## Достижения
Клубные
 «Брондбю»
- Победитель датской Суперлиги — 2020/2021